# Anabacerthia
Genre
Le genre Anabacerthia regroupe cinq espèces de passereaux appartenant à la famille des Furnariidae. Ces espèces vivent en Amérique du Sud et en Amérique centrale. Elles sont appelées Anabates en français.

## Liste des espèces
D'après la classification de référence (version 11.1, 2021) du Congrès ornithologique international (ordre phylogénique) :
- Anabacerthia striaticollis – Anabate montagnard
- Anabacerthia variegaticeps – Anabate à lunettes
- Anabacerthia ruficaudata – Anabate rougequeue
- Anabacerthia amaurotis – Anabate bridé
- Anabacerthia lichtensteini – Anabate de Lichtenstein